# قرية سبيحة
قرية سبيحة إحدى قرى زهران وهي أول قرى زهران استقبالا لزوار منطقة الباحة ويعقد فيها سوق الثلاثاء الاسبوعي ويوجد بها سد سبيحة وتعتبر عاصمة بني عدوان وفيها المشيخة

## أقسام القرية
تنقسم القرية إلى
- سبيحة السفلى.
- سبيحة العليا.

## الموقع والحدود
تقع القرية شمال الاطاوله وهي أول قرى زهران استقبالا للزوار والمصطافين
- من الشمال قرية نخال
- من الغرب قرية الكرادسة وقرية الظحوات وقرية حظى
- من الجنوب قرية محوية
- من الشرق قرية نخال

## المناخ
يؤثر اختلاف التشكيلات التضاريسية في مناخ القرية، فقطاع الحجاز يتعرض لجبهات هوائية رطبة تأتي من السهل التهامي فتتكون السحب والضباب وغالبا ما يتعرض القسم الحجازي لسحب وضباب في فصل الشتاء بسبب هذه الكتل الهوائية القادمة من البحر الأحمر بالإضافة إلى عواصف رعدية وتتدنى درجات الحرارة وتتعرض لأمطار غزيرة فيما تمتاز بمناخ معتدل عليل في فصلي الربيع والصيف.

## الزراعة
تتميز قرية سبيحة باحتوائها على منتجات مختلفة من الفواكة الصيفية المهمة منها على سبيل المثال:
الرمان - البرشومي (التين الشوكي) - التين (الحماط) - الخوخ -المشمش -العنب الأحمر والأسود والأبيض - اللوز- الريحان - الكادي.
- ومن أهم اشجار القرية الطلح والسدر والسمرة وغيرها

وتشتهر القرية بوجود العسل الأصلي بأنواع مختلفة باختلاف الزهرة التي يتغذى منها النحل كعسل السدر والسمرة والعسل الصيفي وأيضا يتوفر السمن البري ويعتمد السكان على مياه الابار.

## السياحة
قرية سبيحة هي منطقة جبلية جميلة ومعظم سطحها مغطى بالأشجار والنباتات الخضراء، وخصوصاً في الجهة الغربية. ويوجد في «الأحمية» (جمع حمى) أكبر تجمع لهذه الأشجار، تكون غابات جميلة المنظر في معظم القرى ة وفيها أكبر حديقتين في محافظة القرى وهما حديقة القمة وحديقة ومنتزة سبيحة.وأودية جميلة تجري بعد سقوط الأمطار مثل الأنهار وتحيط بها الخضرة لتكون مقصدا للسياح والزائرين. ويوجد في القرية الكثير من البيوت والقلاع والحصون القديمة الاثرية سواء الموجودة بداخل القرية أو الأخرى التي بنيت على حدود القرية والغير معروف تاريخ بنائها ولكنها تعتبر كشاهد على حضارة قديمة منذ عهد قديم قد يزيد على ألفين سنة.

## الخدمات
تتميز القرية عن باقي قرى بني عدوان بتوفر جميع الخدمات وتكثر فيها المحلات التجارية

### الرعاية الصحية
يوجد في القرية مستوصف واحد وهو مستوصف بني عدوان

### الخدمات التعليمية
يوجد في القرية مدارس حكومية 
- مدرسة سبيحة الابتدائية
- مدرسة فاطمة النيسابورية
- روضة سبيحة